# Nati nel 1591
| Questa pagina contiene informazioni ricavate automaticamente dalle voci biografiche con l'ausilio del template Bio e di un bot. L'aggiornamento è periodico e automatico e ricostruisce completamente la pagina. Se manca una persona in questa lista, sei pregato di non aggiungerla, ma accertati piuttosto che la sua voce biografica contenga il template Bio e che i dati anagrafici siano correttamente compilati. Se il template Bio manca, inseriscilo tu stesso o, in alternativa, metti l'avviso {{tmp\|Bio}} che ne segnala la mancanza. Se i dati riportati sono sbagliati, correggi direttamente la voce biografica; le modifiche saranno visibili in questa lista entro pochi giorni. Per chiarimenti vedi il progetto biografie. La lista contiene solo le 70 persone che sono citate nell'enciclopedia e per le quali è stato implementato correttamente il template Bio. Pagina aggiornata al 10 apr 2025. |

## Gennaio(6)
- 3 gennaio - Valentin de Boulogne, pittore francese († 1632)
- 4 gennaio - William Spencer, II barone Spencer di Wormleighton, nobile inglese († 1636)
- 7 gennaio - Dorotea di Sassonia, religiosa tedesca († 1617)
- 11 gennaio - Robert Devereux, III conte di Essex, militare inglese († 1646)
- 14 gennaio - Paolo Mattei, nobile, presbitero e funzionario italiano († 1638)
- 29 gennaio - François du Jon, filologo tedesco († 1677)

## Febbraio(4)
- 2 febbraio - Guercino, pittore italiano († 1666)
- 17 febbraio - Jusepe de Ribera, pittore spagnolo († 1652)
- 21 febbraio - Girard Desargues, matematico francese († 1661)
- 25 febbraio - Friedrich Spee, gesuita e scrittore tedesco († 1635)

## Marzo(5)
- 2 marzo - Isabella di Savoia, nobildonna italiana († 1626)
- 6 marzo - Tommaso Tamburino, gesuita e filosofo italiano († 1675)
- 15 marzo - Alexandre de Rhodes, gesuita e missionario francese († 1660)
- 19 marzo - Dirck Hals, pittore e disegnatore olandese († 1656)
- 28 marzo - William Cecil, II conte di Salisbury, nobile e politico britannico († 1668)

## Aprile(3)
- 5 aprile - Federico Ulrico di Brunswick-Lüneburg, nobile († 1634)
- 25 aprile - Ferdinando Donno, poeta italiano († 1649)
- 25 aprile - Marcos de Torres y Rueda, vescovo cattolico spagnolo († 1649)

## Maggio(1)
- 1º maggio - Johann Adam Schall von Bell, gesuita tedesco († 1666)

## Giugno(1)
- 16 giugno - Joseph Solomon Delmedigo, scienziato italiano († 1655)

## Luglio(1)
- 17 luglio - Anne Hutchinson, teologa inglese († 1643)

## Agosto(4)
- 6 agosto - Giorgio Guglielmo del Palatinato-Zweibrücken-Birkenfeld, nobile tedesco († 1669)
- 12 agosto - Luisa di Marillac, religiosa francese († 1660)
- 24 agosto - Robert Herrick, poeta inglese († 1674)
- 28 agosto - Giovanni Cristiano di Brieg, duca († 1639)

## Settembre(3)
- 1º settembre - Olimpia Gonzaga, religiosa italiana († 1645)
- 8 settembre - Angélique Arnauld, religiosa francese († 1661)
- 29 settembre - Michele dei Santi, religioso spagnolo († 1625)

## Ottobre(5)
- 2 ottobre - Margherita Gonzaga di Lorena, nobildonna italiana († 1632)
- 6 ottobre - Settimia Caccini, soprano e compositrice italiana
- 7 ottobre - Pierre Le Muet, architetto francese († 1669)
- 13 ottobre - Cosimo Fanzago, scultore e architetto italiano († 1678)
- 22 ottobre - Alfonso III d'Este, nobile e religioso italiano († 1644)

## Novembre(3)
- 10 novembre - Eleonora de' Medici, nobildonna italiana († 1617)
- 11 novembre - Date Hidemune, militare giapponese († 1658)
- 30 novembre - Andrea Bobola, gesuita e missionario polacco († 1657)

## Dicembre(4)
- 6 dicembre - Nicolas Régnier, pittore fiammingo († 1667)
- 12 dicembre - Johann Christoph von Liechtenstein-Kastelkorn, vescovo cattolico austriaco († 1643)
- 22 dicembre - Tommaso Dingli, architetto maltese († 1666)
- 30 dicembre - Joseph Fürttenbach, matematico e ingegnere tedesco († 1667)

## Senza giorno specificato(30)
- Richard Brandon, boia britannico († 1649)
- Domenico Bruni, pittore italiano († 1666)
- Willem Buytewech, pittore, incisore e disegnatore olandese († 1624)
- Torquato II Conti, III duca di Poli e Guadagnolo, condottiero italiano
- Balthasar Florisz van Berckenrode, incisore, cartografo e editore fiammingo († 1645)
- Gian Bernardo Frugoni, doge († 1661)
- William Greenhill, religioso e predicatore inglese († 1671)
- Ioasaf II, monaco cristiano e arcivescovo ortodosso russo († 1672)
- Luigi La Nuza, presbitero e missionario italiano († 1656)
- Paul Le Jeune, gesuita francese († 1664)
- William Lenthall, politico inglese († 1662)
- Jean Leurechon, matematico francese († 1670)
- Niccolò III Malatesta, condottiero italiano († 1633)
- Giovanni Battista Mercati, pittore e incisore italiano
- Jean Morin, religioso, teologo e predicatore francese († 1659)
- Pietro Martire Neri, pittore italiano († 1661)
- Ivan Neronov, religioso russo († 1670)
- Paolo Giordano II Orsini, sovrano italiano († 1656)
- Christopher Potter, presbitero britannico († 1646)
- Jan Roos, pittore fiammingo († 1638)
- Edward Sackville, IV conte di Dorset, politico inglese († 1652)
- Gerard Seghers, pittore fiammingo († 1651)
- Agazio di Somma, vescovo cattolico e letterato italiano († 1671)
- Bartholomeus Strobel il Giovane, pittore tedesco
- Giovanni Giacomo Tencalla, scultore e architetto svizzero († 1653)
- Vitaliano Visconti Borromeo, arcivescovo cattolico e diplomatico italiano († 1617)
- Richard Weston, agronomo britannico († 1652)
- Johannes Zellweger, politico svizzero
- Lucas de Wael, pittore fiammingo († 1661)
- Pier Francesco de' Rossi, nobile e giurista italiano († 1673)